# Білоцвіт літній
Білоцвіт літній (Leucojum aestivum) — багаторічна трав'яна рослина родини амарилісових.

## Морфологічна характеристика
Цибулина яйцеподібна, 2-3 см у діаметрі; квітконіс ребристий, злегка сплюснутий, 30-60 см заввишки; листків 4-7, широколінійних, блискучих, з сизим нальотом, 1-1,5 см завширшки, часто довших від квітконоса. Зав'язь нижня, грушоподібна або майже куляста, до 1,5 см в діаметрі. Плід — коробочка. Насінини круглі, чорні, гладкі. Цвіте у квітні — травні, плодоносить у липні — серпні.
Розмножується насінням та вегетативно.

## Охорона
Рідкісний вид флори України, внесений до Червоної книги України.